# Bolnița Mănăstirii Cozia

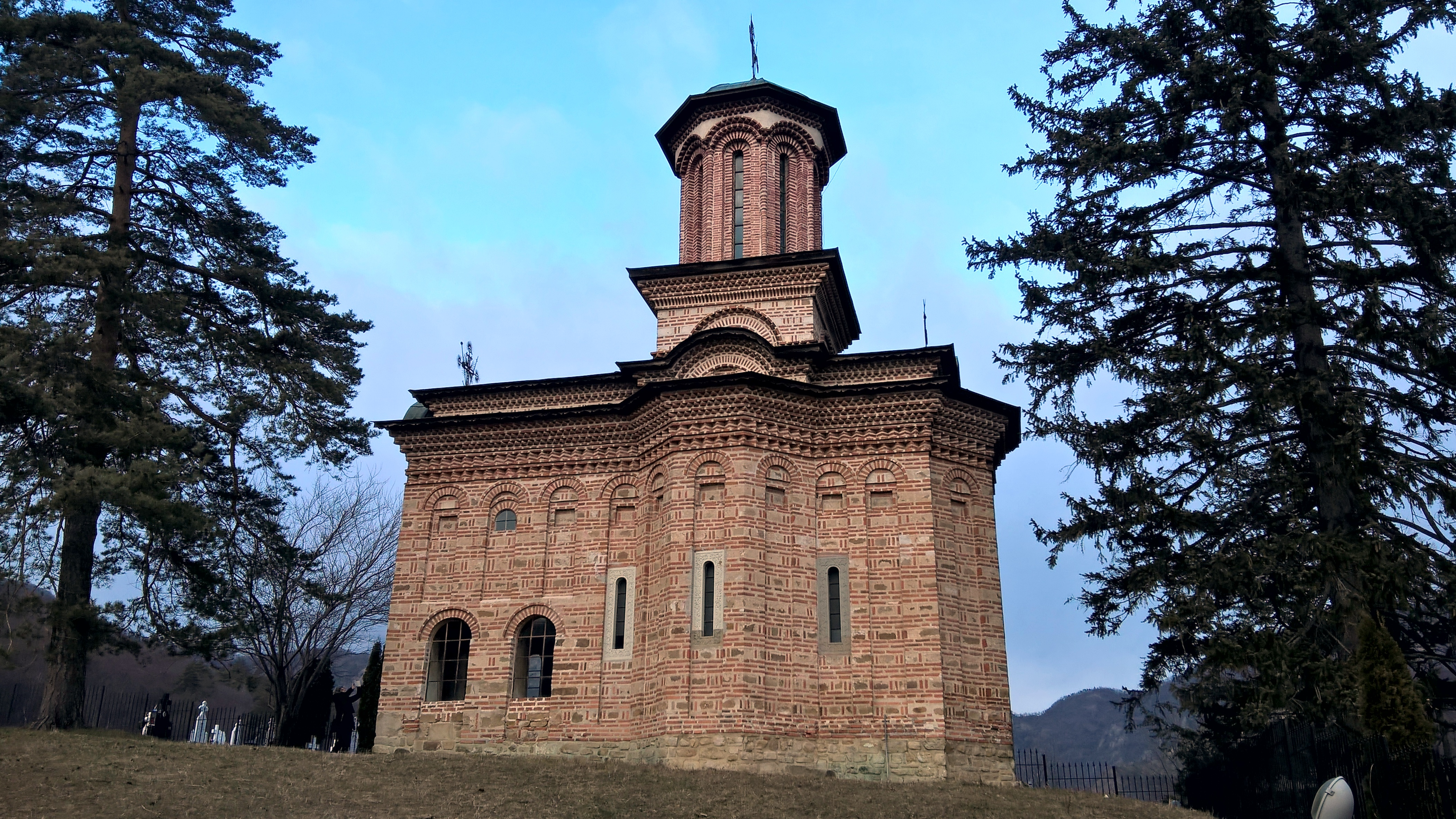
Bolnița Mănăstirii Cozia

Bolnița „Sfinții Apostoli” de la Mănăstirea Cozia a fost ridicată de Radu Paisie (cunoscut și sub numele de Petru de la Argeș), fiu al lui Radu cel Mare și domn al Țării Românești între 1535-1545. Pictura murală a bolniței a fost realizată în 1542–1543 de către meșterii zugravi David și fiul său Raduslav. Este înscrisă pe lista monumentelor istorice din județul Vâlcea, având codul  VL-II-m-A-09697.05.
Denumirea de „bolniță” provine din slavona bolĭnica - infirmerie sau spital pe lângă o mănăstire sau un așezământ de binefacere. Numeroase mănăstiri au câte o biserică destinată călugărilor bătrâni și bolnavi care nu mai pot participa la slujbele liturgice desfășurate în biserica mare a mănăstirii, aceste biserici mai mici având totodată și funcția de capele de cimitir.

## Imagini

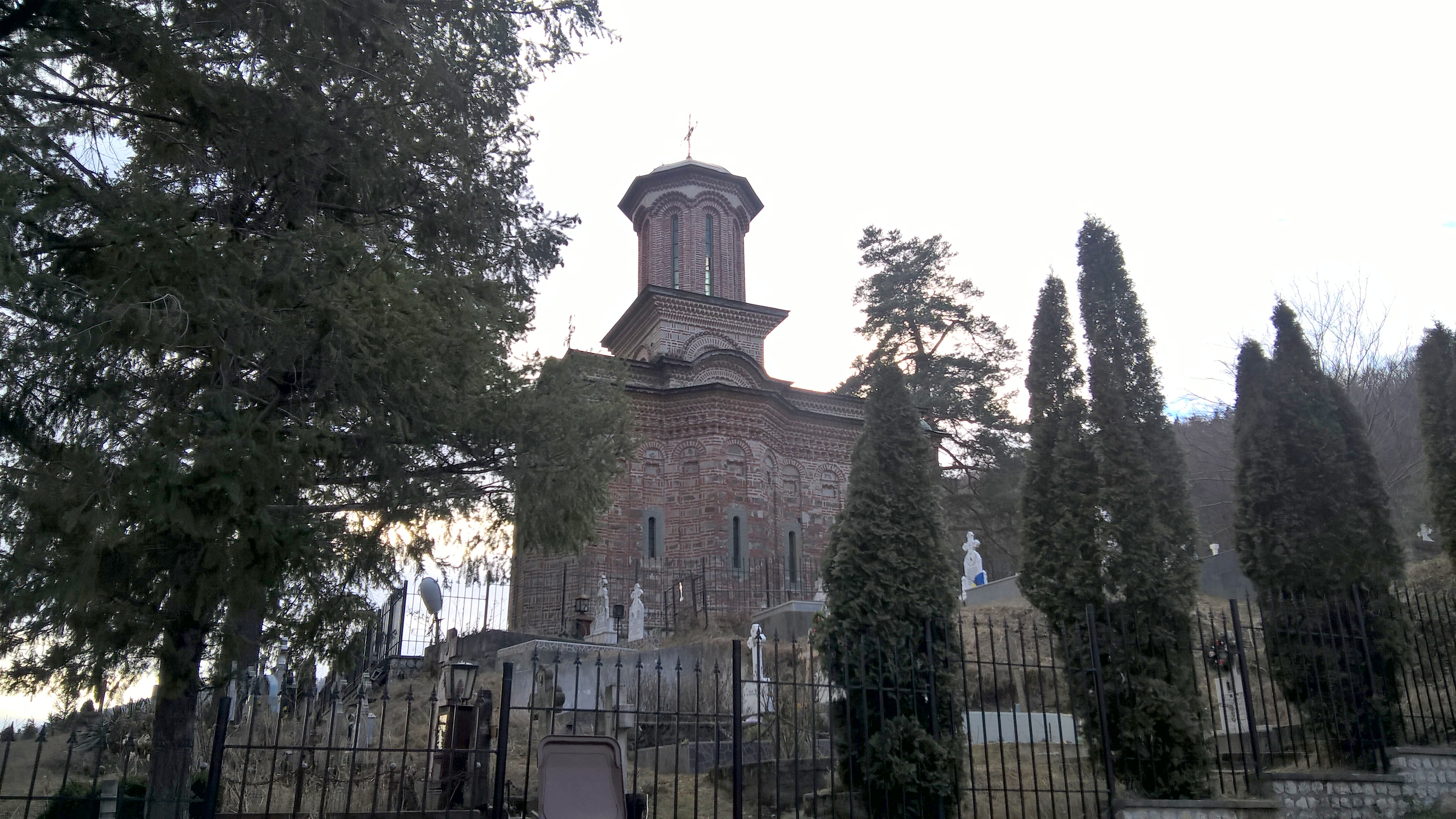
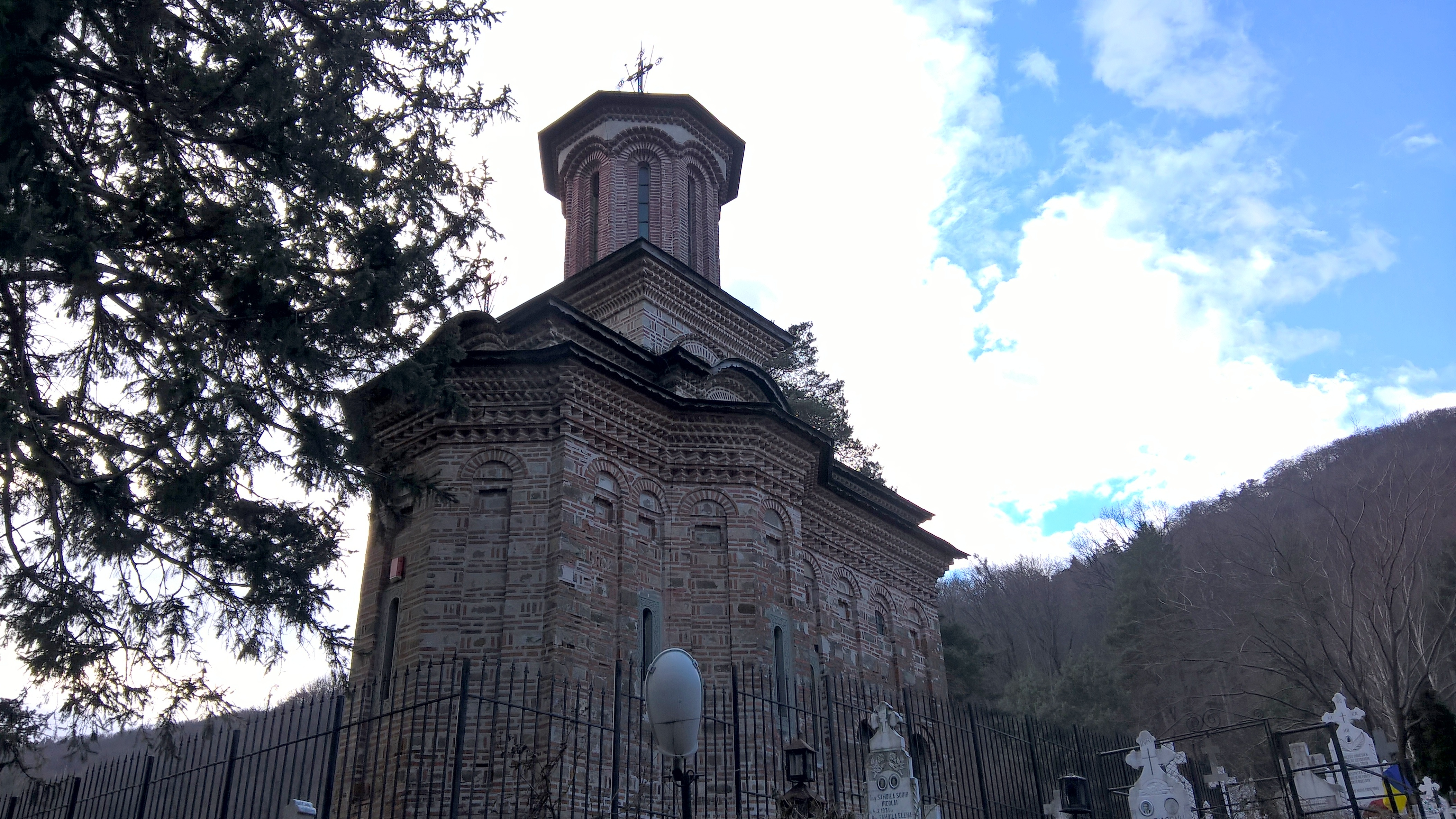
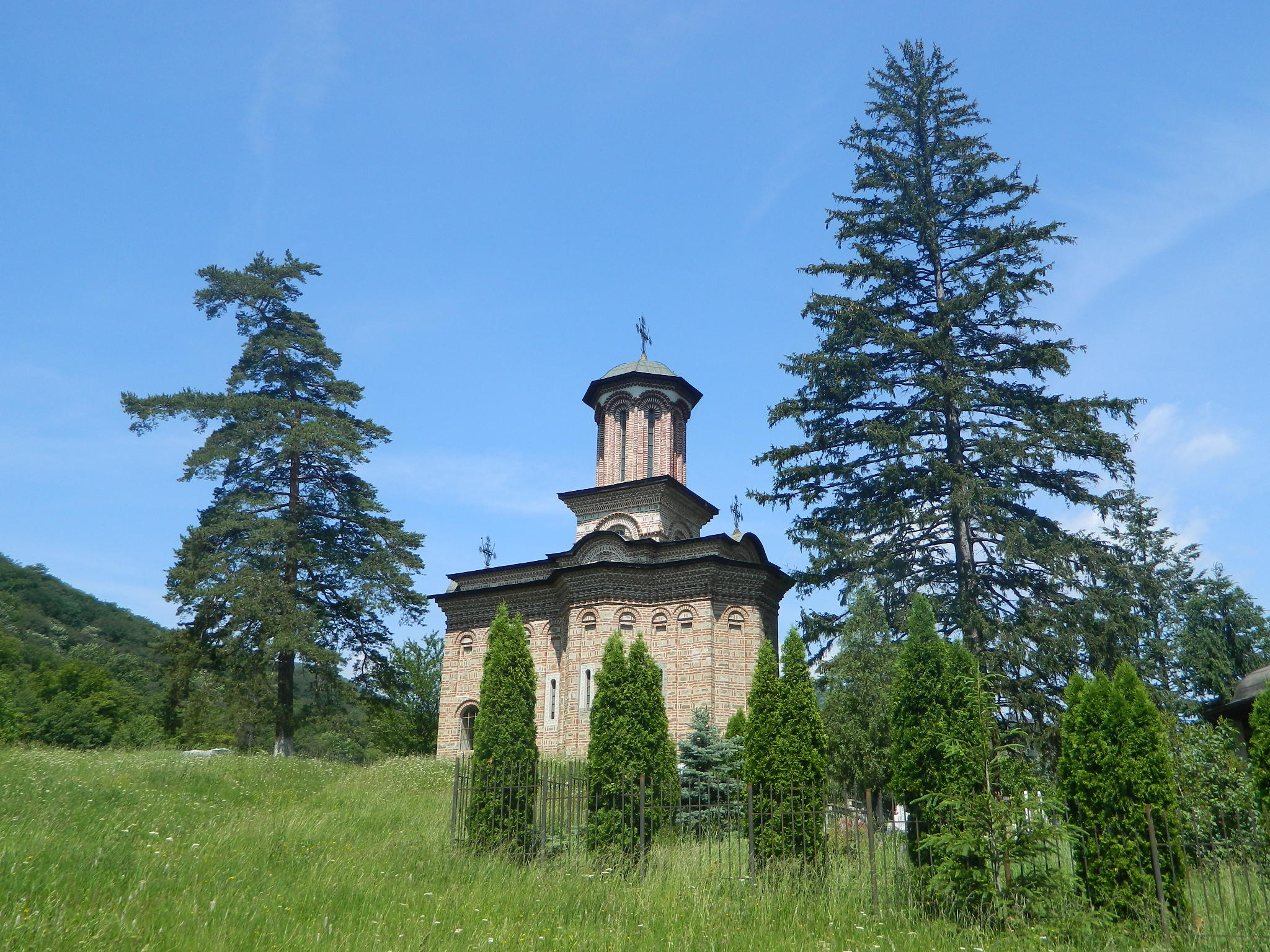
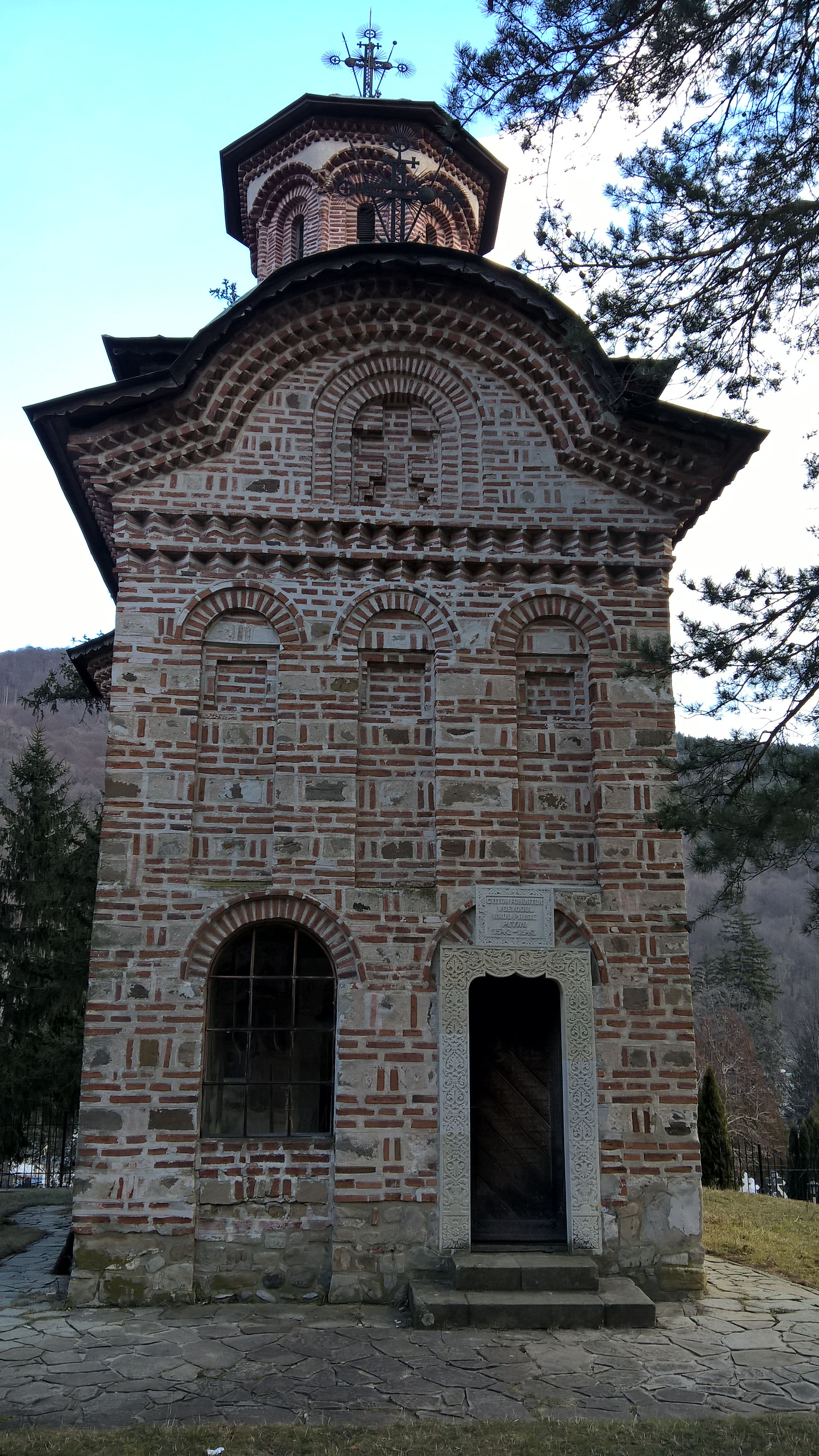
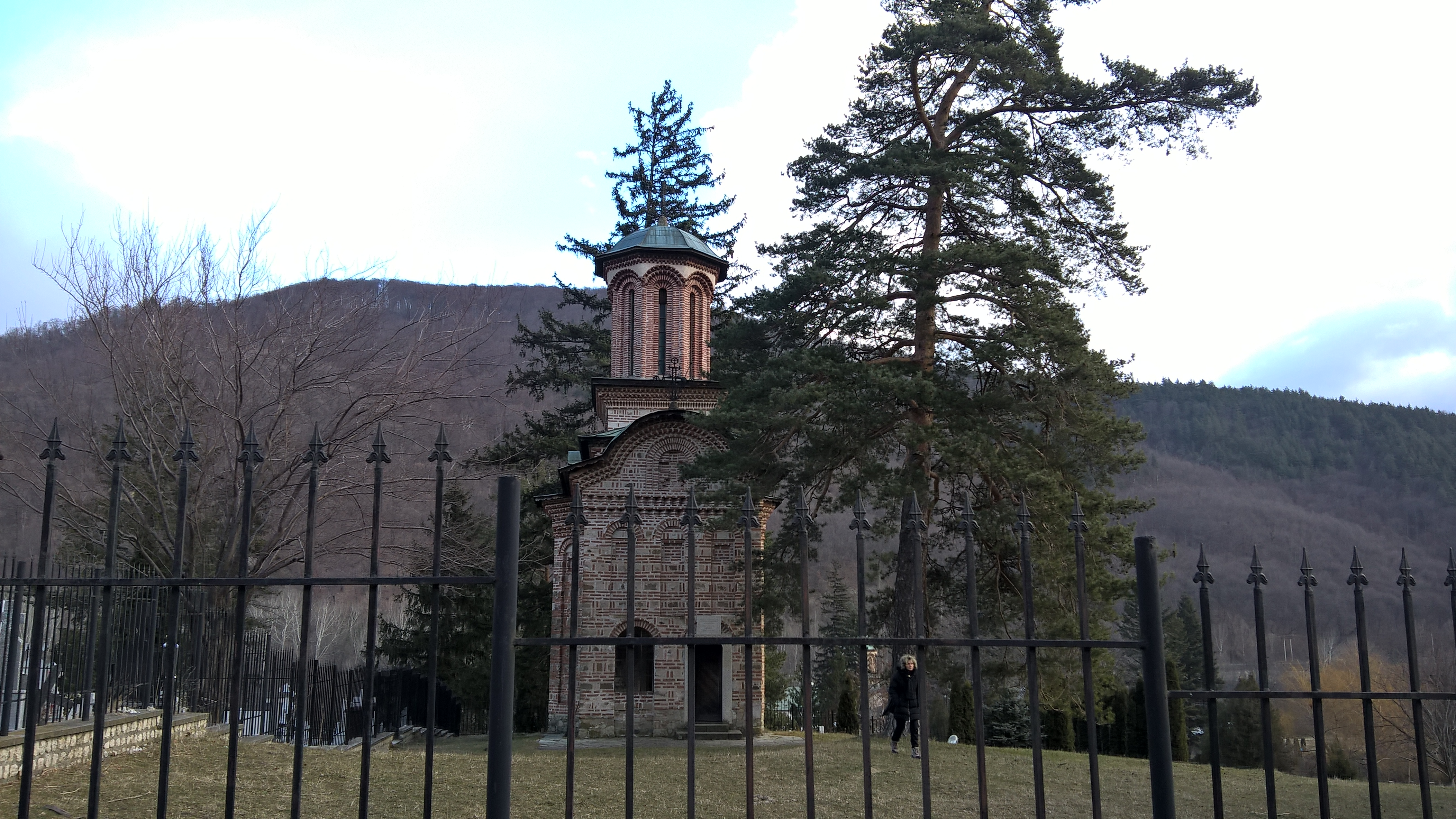